# Теплов, Григорий Николаевич
Григорий Николаевич Теплов (20 ноября (1 декабря) 1711, или 1714, 1716, 1717 Псков — 2 (13) апреля 1779, Санкт-Петербург) — русский философ

-энциклопедист, писатель, поэт, переводчик, композитор, живописец, библиофил и коллекционер XVIII века. Экономист, видный государственный и общественный деятель Екатерининского времени. Сенатор, тайный советник, камергер, почётный опекун.
Близкий друг, свояк и наставник графа Кирилла Разумовского, глава гетманской Канцелярии в Малороссии с 1751 года и фактический инициатор её упразднения в 1764 году (см. Гетманщина). Противник Петра III. Ближайший сподвижник и статс-секретарь Екатерины Великой.  Действительный член Академии наук и художеств, адъюнкт по ботанике, почётный член Императорской Академии наук и художеств, управляющий делами Академии с 1746 по 1751 год. Разработчик Регламентов (Уставов) Академии наук, академического Университета, Академии художеств и целого ряда других учреждений. Член-учредитель и президент Императорского Вольного экономического общества. Почётный опекун Императорского Воспитательного дома. Кавалер орденов Святой Анны и Святого Александра Невского.

## Биография

### Ранние годы
Григорий Теплов родился 20 ноября (1 декабря) 1711 (по другим данным — 1714, 1716 и 1717) в городе Пскове. Согласно сказке от 31 декабря 1754 (11 января 1755), поданной в Герольдию Сената, родился в 1714 году, однако, как установлено исследователями биографии Г. Н. Теплова, его сказки зачастую содержат недостоверные сведения, которые автор излагал в выгодном для себя свете, исходя из служебных интересов.
Согласно преданию, Теплов был сыном истопницы Псковского архиерейского дома и псковского архиерея Феофана (Прокоповича), не имевший фамильного прозвания. Сам Г. Н. Теплов называл себя сыном солдата. Происхождение фамилии — Теплов, предание связывает с родом занятий его номинального отца, служившего архиерейским истопником. Феофан, сыгравший большую роль в судьбе Теплова, как предполагали современники и биографы, был его настоящим отцом. Однако, из документов Академии наук известно, что Г. Н. Теплов называет себя свояком академического переводчика Василия Егоровича Теплова (1732—1763/1779) — сына армейского капитана Егора Теплова. Очевидно, что В. Е. Теплов был близким свояком Г. Н. Теплова: сопровождал его в заграничном путешествии в Европу, где обучался латыни, немецкому и французскому языкам. Возвратившись в Россию, по протекции Г. Н. Теплова, с 1 (12) июля 1746, в возрасте 15 лет принят учеником Академической гимназии. В гимназии учился под непосредственным наблюдением инспектора К.-Ф. Модераха. Распоряжением президента Академии графа К. Г. Разумовского, очевидно, так же не без протекции Г. Н. Теплова, с 1 (12) сентября 1747 из учеников академической Гимназии определён в число первых студентов академического Университета, и уже в 1748, будучи студентом, получил назначение переводчиком в Ведомственную экспедицию для перевода иностранных известий, публиковавшихся в Петербургских ведомостях, где и служил до 1754 года. Тогда же познакомился с М. В. Ломоносовым, которому с 6 мая 1748 академическая Канцелярия поручила проверку переводов, выполнявшихся в Экспедиции. В феврале 1750 сдал университетский экзамен (немецкий и французский языки, латынь, древняя и новая история). 26 ноября (7 декабря) 1750 академическая Канцелярия, возглавляемая Г. Н. Тепловым, распорядилась издать книгу «Новая французская грамматика» Пьеро Ресто, в переводе с немецкого языка студента В. Е. Теплова (Французская грамматика, сочинённая вопросами и ответами, собранная из разных авторов г-ном Ресто, а на русский язык переведена Василием Тепловым. — СПб., Акад. Типография, 1752; переиздана в 1762, 1777, 1787 и 1809). За этот труд В. Е. Теплов был удостоен звания переводчика Академии наук. Повседневные занятия переводами статей из иностранных газет и журналов исключали для В. Е. Теплова какую-либо другую работу. Поэтому Г. Н. Теплов, следивший за успехами своего родственника, в 1754 добился назначения свояка секретарём К. Г. Разумовского «для письменной корреспонденции с учёными людьми», и тот уехал в Малороссию. По-видимому, отец Г. Н. Теплова — Николай Теплов, которого сам Григорий Николаевич называл простым солдатом, был близким родственником армейского капитана Егора Теплова, и с его службой истопником происхождение фамилии Теплова никак не связано.
С 1721 по 1738 год воспитывался в архиерейской школе псковского, впоследствии новгородского архиерея Феофана (Прокоповича), находившейся на Карповском подворье Феофана в С.-Петербурге, основанной в 1721 и с 1725 года состоящей в ведении Новгородской епархии (Карповская домовая школа Ф. Прокоповича в С.-Петербурге). Помимо изучения грамматики, риторики, латыни, греческого языка и естественных наук, обучался живописи, рисованию, пению и музыке, которые были одними из важных предметов в школе Феофана, обладал явными творческими способностями, играл на нескольких музыкальных инструментах, сочинял музыку, известны его живописные работы, дошедшие до нашего времени и хранящиеся в художественной коллекции Эрмитажа и Музея-усадьбы Кусково. С 1730 по 1732 год, по направлению Феофана, находившегося с 1728 по 1732 год в Москве, в числе лучших семинаристов Карповской школы обучался в классе Х.-Ф. Гросса, профессора логики, метафизики и нравоучительной философии Академической гимназии при С.-Петербургской Академии наук; возможно, что учился в Москве, где в то время находился профессор Х.-Ф. Гросс, обучавший детей вице-канцлера барона А. И. Остермана. Как пансионер Феофана, в 1733/34 — 1734/35 учился в Европе (Пруссии), где изучал естественные науки (ботанику), латынь, французский и немецкий языки, однако, где именно и при каких обстоятельствах учился — не известно.
По возвращении, с 1736 по 1740 год, по рекомендации Феофана, в качестве домашнего живописца за плату привлекался к работам в с.-петербургском доме главы Конюшенной канцелярии, затем кабинет-министра А. П. Волынского, в связи с чем находился под следствием по его делу о государственной измене, однако, без последствий. После смерти Феофана, с 1736 по 1738 год, оставаясь выпускником старшего класса Карповской школы, перешедшей в ведение Кабинета министров, служил преподавателем латинского языка, рисования и музыки младших классов Карповской школы. Отношением от 22.02.1737, в Кабинет министров, Академия наук просила определить семинаристов школы Феофана в Академическую гимназию для продолжения обучения, однако, решения не последовало. По расформировании Карповской школы, в числе трёх её выпускников, решением Кабинета министров от 22.03.1738, определён учителем к Духовной семинарии Троицкого Александро-Невского м-ря для обучения семинаристов младших классов бывшей школы Феофана, переведённых в Александро-Невский м-рь и составлявших в нём отдельную группу семинаристов, находившихся в ведении Кабинета министров и не входивших в число воспитанников Духовной семинарии при монастыре, подведомственных Святейшему Синоду.
Отношением от 19 (30) октября 1739 года Академии наук в Кабинет министров, представлен к должности академического переводчика; 18 (29) августа 1740 подал прошение в Академию наук о принятии на службу и для продолжения академического обучения; 1 (12) сентября 1740 сдал академический экзамен на знание латыни и других наук; отношением от 22 сентября (3 октября) 1740 рекомендован кабинет-министрам к определению в Академию наук переводчиком с латинского языка на русский и для продолжения образования; указом от 3 (14) октября 1740 определён на службу в Академию наук «переводчиком на российских язык единственно для дел, до наук касающихся»; указом от 7 (18) ноября 1740 утверждён в должности академического переводчика, со старшинством от 3 октября 1740 года; от Академии наук с 30 ноября (11 декабря) 1740 рекомендован живописцем для росписи покоев Зимнего дворца, однако, назначение не состоялось; по прошению от 12 (23) мая 1741, определён для академического обучения на звание адъюнкта на Кафедру ботаники и натуральной истории доктора медицины, профессора Иоганна Аммана; 18 (29) августа 1741 подал в академическую Канцелярию сочинение (диссертацию) на латинском языке по ботанике, о чернокудренниках из академического гербария, для определения на должность адъюнкта; 24 августа (4 сентября) 1741 конференц-секретарь Академии наук и советник юстиции Христиан фон Гольдбах вручил профессорам академии девять подробных сочинений четырёх студентов: Г. Н. Теплова, М. В. Ломоносова, Г. У. Райзера и Д. И. Виноградова. Всем предложено просмотреть работы. Первым их взял Г. В. Крафт; 9 (20) октября 1741 в академической Конференции зачитана работа Теплова; 17 (28) ноября 1741 советник академической Канцелярии И. Д. Шумахер просил в Конференции поторопиться с отзывами на работы Г. Н. Теплова и М. В. Ломоносова.

### Возвышение
27 ноября (8 декабря) 1741 года члены и служащие Академии наук принесли присягу новой императрице Елизавете Петровне. В декабре 1741 года, когда императрица раздавала награды и почести причастным к своему воцарению, Теплов подал прошение на имя императрицы об утверждении в должности адъюнкта. Определением академической Конференции от 3 (14) января 1742, однако, без официального указа Её Величества, «за особливое… прилежание и искусство в науках», с 1 (12) января 1742 года Теплов утверждён («объявлен») в должности и звании адъюнкта (действительного члена) натуральной (физической) истории второго класса Академии наук, по ботанике и Кунсткамере; 4 (15) января 1742 академическая Канцелярия запросила выписку из протокола Конференции о подробных работах студентов М. В. Ломоносова и Г. Н. Теплова; И. Д. Шумахер напоминал об этом 5 и 8 января 1742 года. Только 11 (22) мая 1742 академическая Канцелярия прислала в Конференцию резолюции относительно студентов Теплова и Ломоносва и они объявлены адъюнктами Академии наук; 14 (25) мая 1742 в Конференции профессорам зачитана резолюция Канцелярии об адъюнктах Ломоносове и Теплове.
28.08.1742 Конференция распределила студентов на лекции по утверждённому каталогу: студенты А. П. Протасов и С. К. Котельников должны были слушать, в том числе, лекции у Г. Н. Теплова. Он же — Теплов, читал при Академии наук лекции по философии Х. Вольфа. С 30 октября (10 ноября) 1742, на время следствия об И.-Д. Шумахере, временно назначен заведовать академической Библиотекой и Кунсткамерой; 25 февраля (8 марта) 1743 в Конференции объявлено требование Следственной комиссии о Шумахере ответов на ряд вопросов, в том числе мнение академиков об обучении адъюнктов М. В. Ломоносова и Г. Н. Теплова.
К тому времени, на почве академических занятий, каким-то образом познакомился с семьёй фаворита императрицы Елизаветы Петровны — графа Алексея Разумовского. Тот, под впечатлением от образованности Теплова, приставил его домашним учителем к своему младшему брату — Кириллу. Высочайшим указом от 4 (15) марта 1743, от ведомства Академии наук Теплов отчислен студентом (!) к ведомству Коллегии иностранных дел, и отправлен для усовершенствования в науках в Европу (Пруссия, Саксония, Франция, Италия), с назначением ему годового жалования в сумме 600 руб. в год. При том, он был командирован в качестве ментора (наставника и смотрителя) несовершеннолетнего графа К. Г. Разумовского, отправленного с ним же учиться в Европу старшим братом, графом А. Г. Разумовским. В двухгодичной поездке по Европе действовал на основании подробной инструкции, данной ему графом А. Г. Разумовским. Вместе с К. Г. Разумовским слушал лекции в университетах Кёнигсберга, Берлина, Гейдельберга, Гёттингена, Виттенберга, Тюбингена, Страсбурга и Рима. В Берлине некоторое время жил в доме Л. Эйлера, с которым впоследствии состоял в переписке. Состоял в переписке с Вольте́ром. Возвратился в Россию 26 мая (6 июня) 1745 и продолжал числиться при Коллегии иностранных дел, долгое время состоял не у дел и не получал жалования. 22 декабря 1745 (2 января 1746) был представлен императрице к назначению на должность секретаря русского посольства в Саксонии, при русском посланнике в Дрездене, действительном тайном советнике графе М. П. Бестужеве-Рюмине. Однако, Елизавета Петровна повелела его определить прежним чином и должностью адъюнкта Академии наук, с выдачей ему жалования, по прежнему его окладу: с 20 (31) марта 1746 отослан из Коллегии иностранных дел к Академии наук, для определения на прежнюю должность адъюнкта; 11 (22) апреля 1746 в академической Конференции получен указ о производстве студента (!) Г. Н. Теплова в адъюнкты Академии наук.
После путешествия по Европе 18-летний граф К. Г. Разумовский 21 мая (1 июня) 1746 года получил назначение президентом Академии наук и художеств. Он не забыл наставника и взял его под покровительство, благодаря чему Теплов с 1746 по 1751 год фактически заведовал всеми делами Академии наук. Высочайшим указом от 1 (12) июля 1746 года, Теплов пожалован в чин коллежского асессора, дававший право на личное дворянство, и назначен асессором (правителем дел) академической Канцелярии; 4 (15) июля 1746 в Конференции зачитан высочайший указ о пожаловании Теплова в асессоры, и в той же Конференции академическая Канцелярия прислала русское посвящение к тому IX академического издания «Соmmentarii», написанное асессором Тепловым. Императрица Елизавет Петровна, указом от 24 июля (4 августа) 1747, утвердила новые штат и «Регламент» (Устав) Академии наук и художеств, составленный И. Д. Шумахером и Г. Н. Теловым, резко повышавший роль академической Канцелярии в управлении делами Академией; тем же указом было объявлено о создании академического Университета. С 28 июля (8 августа) 1747 года Теплов избран почётным членом Императорской Академии наук и художеств, с выдачей ему академического диплома, и определён вторым членом Академического собрания (Конференции), по старшинству чина перед прочими академиками, кроме Шумахера, заняв в иерархии Академии наук третью ступеньку, после графа К. Г. Разумовского и И.-Д. Шумахера. Он конфликтовал с Ломоносовым (который умолял императрицу, чтобы она его «от Теплова ига избавить не презрила»), разжаловал Миллера за проповедь норманизма, а поэта В. К. Тредиаковского, по словам последнего, «ругал как хотел и грозил шпагою заколоть» и сыграл некоторую роль в разжигании вражды между Тредиаковским и А. П. Сумароковым. В Конференции от 5 марта 1748, назначен в Троицкий Александро-Невский монастырь, для отбора в Академический университет учеников из монастырских школ, прежде всего из детей разночинцев, а если таких «недостанет», то и из детей церковных служителей («причетнических»). С оставлением в должности асессора Канцелярии, в Конференции от 15 мая 1748, назначен правителем дел (присутствующим членом) образованного с 17 апреля 1748 года Исторического департамента (Исторического собрания, Сибирского собрания) Академии наук, для предупреждения «напрасных споров и досадных разговоров». 27 июля 1748 года Конференция рассмотрела пространную записку, за подписями К. Г. Разумовского, Г. Н. Теплова и секретаря П. И. Ханина, составленную по указу Сената от 16.06.1746, с жалобами прошлых лет на И. Д. Шумахера и материалы Следственной комиссии по его делу.
На время выезда Императорского Двора из С.-Петербурга в Москву, Теплов состоял при президенте Академии — графе К. Г. Разумовском, и назначался управляющим временной Главной московской канцелярией Академии наук: 31 июля 1749 в Конференции зачитано письмо из Москвы за подписью Г. Н. Теплова, в котором приказано с 13 августа 1749 приступить к трудам «неотменно», впредь же о «вакациях» ждать «президентских повелений»; профессора и академики могут отлучаться из С.-Петербурга «для гулянья» только с ведома московской Канцелярии; 2 августа президент Академии разъяснил, какие труды следует выполнять во время «вакации».

### Малороссийские дела
В 1750 году Елизавета Петровна направила К. Г. Разумовского гетманом в Малороссию. Теплов был отставлен от академических дел и последовал за своим покровителем, намереваясь писать историю Украины. Однако, собранные им материалы так и не были использованы. С 1751 по 1758 год Теплов состоял советником Малороссийской гетманской канцелярии: высочайшим указом от 1 (12) марта 1751 года, определён на службу при малороссийском гетмане «для правления домашних его гетманских дел», получив высочайшее пожалование, минуя чинопроизводство в надворные советники, в чин коллежского советника (ранг армейского полковника), а от графа Разумовского получил назначение главой Экономической канцелярии Гетманского правления, с окладом в 1200 руб. в год; 18 (29) июня 1751 выехал из С.-Петербурга в Глухов в числе свиты Разумовского.
Автор ряда административных и судебных реформ в Малороссии, организовывал городское строительство, в том числе постройку гетманского дворца и его служб, подготовил «Проект к учреждению университета Батуринского» в Батурине, пожалованного в 1750 году Разумовскому в вечное и потомственное владение, где находилась официальная ставка гетмана; организовал хор и оркестр в Глухове, где была фактическая ставка гетмана. В 1752 году породнился с семьёй Разумовского, вторым браком женившись на его двоюродной сестре. За труды по застройке Батурина и строительство гетманского дворца, 3 (14) декабря 1760 получил от гетмана универсал (данную крепость) на 8 десятин земли близ Батурина, на берегу реки Сейм. Являясь наставником, приближённым лицом и родственником гетмана, обладал большим влиянием на все малороссийские дела, управлял всеми делами Гетманской канцелярии, благодаря чему на должность генерального обозного Войска Запорожского с 15 (26) октября 1751 был назначен Семён Васильевич Кочубей, будущий тесть полковника Петра Сергеевича Потёмкина, троюродного брата светлейшего князя Г. А. Потёмкина-Таврического.
Большое влияние на малороссийские дела и самостоятельность в делах привели к интригам против Теплова матери гетмана и высочайшим указом от 24 декабря 1758 (4 января 1759) года, с производством в статские советники, Г. Н. Теплов был отставлен от службы. Впоследствии он обличался современниками в интригах против гетманства Разумовского, был активным участником подготовки отставки Разумовского с гетманской должности в 1764 году, упразднении самого института гетманства и восстановления для управления Украиной при назначаемом императрицей генерал-губернаторе Малороссийской коллегии, одним из членов которой в феврале 1773 года был назначен его зять — полковник С. А. Неплюев; в 1771 Теплов отказался присутствовать в сенатских заседаниях, на которых рассматривалось дело о малороссийских имениях графа Разумовского, а впоследствии — в 1776 году, разъехался со второй супругой, двоюродной сестрой Разумовского, оставившей семью и с.-петербургский дом Теплова и уехавшей в Малороссию, где ей принадлежало родовое имение Остёрского и Козелецкого уездов Киевского наместничества, не раз менявшее административную принадлежность.
Во время службы в Малороссии, Теплов продолжал оказывать большое влияние на академические дела, в частности, на деятельность М. В. Ломоносова. В связи с разгоревшимся конфликтом между Ломоносовым и Тепловым на собрании Конференции 23 февраля (6 марта) 1755, по поводу нового «Регламента» Академии, К. Г. Разумовский 24 февраля отстранил Ломоносова от посещения Конференции. Ломоносов сообщил куратору Московского университета графу И. И. Шувалову в письме от 10 (21) марта 1755 об этом конфликте, и Разумовский 29 апреля отменил своё распоряжение.

### Опала
Возвратившись в С.-Петербург состоял не у дел, занимался литературной деятельностью и творчеством. В 1760 пожалован в почётную придворную должность и звание камергера Двора герцога Гольштейн-Готторпского и состоял при Великом князе Петре Фёдоровиче. В тот же период — в 1759—1761, активно противодействовал реформе Академии наук и академического образования, проводившихся ректором Академического университета и Академической гимназии М. В. Ломоносовым. 2 (13) марта 1762 был заключён в Петропавловскую крепость под арест и следствие за непочтительные об императоре Петре III слова. По заступничеству К. Г. Разумовского, уже 14 (25) марта 1762 освобождён без последствий. Указом от 23 марта (3 апреля) 1762 пожалован, в качестве компенсации за тюремное заключение, в чин действительного статского советника, с повелением ему, по-прежнему, быть в отставке. Показан в числе придворных, назначаемых Петром III к участию в музыкальных концертах (14.04.1762), аккомпанировал императору игрой на скрипке. «Отставка, однако, не мешала Теплову по-прежнему фактически управлять из-за спины Разумовского делами как в Малороссии, так и в академии наук».

### Екатерининское время
Не найдя достойной службы при дворе нового императора и всей душой ненавидя своего гонителя, он сблизился с Е. Р. Дашковой и кругом её единомышленников, в том числе в гвардии, объединившихся вокруг Великой княгини Екатерины Алексеевны. Всеми силами способствовал дворцовому перевороту 1762 года. 28 июня (9 июля) 1762 составил текст Акта отречения от трона Петра III. По свидетельству современников, 6 (17) июля 1762 находился в Ропшинском дворце с гвардейскими офицерами Г. Г. Орловым, А. Г. Орловым и Ф. С. Барятинским при убийстве низложенного императора. В тот же день составил тексты Манифеста о восшествии на престол Екатерины Алексеевны, Титула и Акта присяги поданных на верность императрице Екатерине II и её сыну — Великому князю Павлу Петровичу. Без формального указа фактически был восстановлен в службе «для содержания протокола и производства потребных дел» при императрице, по протекции Е. Р. Дашковой став секретарём Чрезвычайного совета первых дней правления Екатерины II. Указом от 5 (16) августа 1762, пожаловано ему 20 000 руб., в вознаграждение «за оказанные услуги».
В первые годы правления Екатерины Теплов готовил основные законодательные акты, составив своего рода триумвират с Никитой Паниным и Екатериной Дашковой. Проявил себя как талантливый экономист и администратор. С 1 (12) сентября 1762 в составе придворной свиты сопровождал Екатерину II в Москву на церемонию Коронации в Успенском Соборе, вместе с императрицей 28 июня (9 июля) 1763 возвратился в С.-Петербург, а в июне-августе 1763 участвовал в составлении описания церемониала высочайшей коронации. С оставлением в должности секретаря собственного Кабинета императрицы, 27 ноября (8 декабря) 1762 назначен «по удобности времени от других дел» светским членом Духовной комиссий (Комиссии о церковных имениях), и оставался в этой должности до конца жизни. Участник Реформы секуляризации церковного имущества в 1763-1764 годах. С 11 (22) февраля 1763 назначен секретарём Комиссии о вольности дворянской, с оставлением в прочих занимаемых должностях. Тогда же – в феврале 1763, представил проект по разведению в Малороссии плантаций новых американских табаков (голландско-амерсфорского, виргинского и мариландского), указом от 11 (22) февраля 1763 утверждённый Екатериной II. C 14 (25) марта 1763 назначен Главным директором Роменской табачной конторы, содержавшей малороссийскую табачную монополию, состоял в той должности по 1767 год. С 1 (12) апреля 1763 пожалован статс-секретарём императрицы «при делах, от собственных, Её Величества, повелений зависящих» и оставался в этой должности до своей кончины. Указами от 11 (22) июня 1763 и 23 июня (4 июля) 1763 назначен членом Комиссии для принятия челобитных, на высочайшее имя подаваемых, вместе с двумя другими секретарями -  А. В. Олсуфьевым и И. П. Елагиным, фактически состоял в той должности до назначения сенатором 24 июля (4 августа) 1768 года, а формально - до своей кончины. Указами от 23 сентября (4 октября) 1763 и 29 сентября (10 октября) 1763 назначен личным представителем Её Величества в акционерной компании тульского купца Ф. Володимерова с компаньонами, по торговле в Средиземном море с Испанией, Францией и Италией. Поручено ему докладывать о делах компании императрице, предоставить в распоряжение компании переводчиков и фрегат с военной командой, установить размеры пошлин и страховых условий торговли. Изъявив собственное желание, c 14 (25) октября 1763 показан среди высших чиновников, в дом которых (набережная р. Фонтанки, 1-й Адмиралтейской части, близ Аничкова моста, ранее принадлежавший графу К. Е. фон Сиверсу) разрешено приносить новорождённых детей согласно манифесту Екатерины II от 1 (12) сентября 1763 об учреждении Императорского Воспитательного дома для призрения детей неимущих родителей. Указом от 8 (19) декабря 1763 назначен присутствовать в Главной комиссии о коммерции при Её Величестве «для производства всего по оной комиссии дела», с оставлением в прочих занимаемых должностях. Автор ряда проектов по улучшению торговли, повышению благосостояния податного населения и развитию провинции. С 31 марта (11 апреля) 1764 назначен членом Комиссии для рассмотрения проектов, касающихся развития коммерции, учреждённой при Главной комиссии о коммерции.
В 1764 назначен членом Комиссии по рассмотрению нового Регламента (устава) и привилегий Императорской Академии художеств. Указом от 4 (15) ноября 1764 новые Регламент и штат Академии художеств утверждены. С 21 сентября (2 октября) 1764 избран почётным членом Академии художеств.
Бескомпромиссный сторонник укрепления монархии. Кроме участия в упразднении института гетманства, что современники восприняли как личную измену его Разумовскому, с целью укрепления самодержавной власти Екатерины II, в том же - 1764, разработал и организовал провокацию по освобождению Ивана VI Антоновича из крепости Орешек под Шлиссельбургом, в результате которой законный наследник трона был убит караульным офицером. Годом ранее – в 1763, стал одним из участников придворного заговора против проекта графа А. П. Бестужева-Рюмина о заключении официального брака между Екатериной II и графом Г. Г. Орловым.
Указом от 28 июня (9 июля) 1765, в числе 33-х лиц, оказавших «особые услуги» императрице и в честь 3-летия возведения её на престол, пожалован особой наградой – специально изготовленным именным памятным серебряным сервизом. Указом от 22 сентября (3 октября) 1765 пожалован кавалером ордена Святой Анны.
Разработчик плана, устава и один из учредителей «Общества по исправлению земледелия и домостроительства», позднее известного как Императорское Вольное экономическое общество. Вместе с графом Г. Г. Орловым, А. В. Олсуфьевым и А. А. Нартовым, 12 (23) октября 1765 представил Екатерине II учредительные документы общества. Указом от 31 октября (11 ноября) 1765 императрица одобрила цели создания общества, его устав, предоставив своё покровительство и пожаловав 6 тыс. руб. на покупку дома для собраний членов общества и учреждения при нём Экономической библиотеки.
Именным указом от 17 (28) декабря 1765 возведён в потомственное дворянское достоинство. В 1765-1766 годах - член Комиссии по составлению проекта учебной реформы, известного как «Генеральный план гимназий или государственных училищ». В том же – 1766, участвовал в разработке «Плана создания публичной российской библиотеки в С.-Петербурге». В том же - 1766, принимал участие в разработке Таможенного тарифа (Таможенного закона) и в заключении Русско-британского торгового договора, от имени России 20 июня (1 июля) 1766 подписал договор. В январе 1767 составил «Проект учреждения купеческой компании для торга в Средиземном море». С 15 (26) января 1767 избран кандидатом в депутаты Комиссии о составлении Нового Уложения, от дворянства 1-й Адмиралтейской части С.-Петербурга. С 22 сентября (3 октября) 1767 пожалован в чин тайного советника и назначен почётным опекуном Императорского Воспитательного дома. В 1767-1768 годах – член Комиссии по рассмотрению работ на русском и французском языках по вопросу о крестьянской собственности, присланных на конкурс Императорского Вольного экономического общества. С января по май 1768 года – президент Общества.
Постепенно императрица удалила его от ведения дел, отправив на службу в Сенат. Однако, по сведениям камер-фурьерских журналов 1770-х годов, вплоть до своей кончины он продолжал входить в число узкого круга приближённых к императрице лиц и последний раз обедал c Екатериной II 10 (21) февраля 1779 года. В придворных концертах принимали участие сын и дочери Теплова. С 9 (20) июля 1768 назначен сенатором, велено присутствовать в III департаменте Сената и, одновременно, с июля 1769 - в Межевой экспедиции Сената. В январе-феврале 1769 разработал положения о новом военном налоге, по случаю Русско-турецкой войны 1768-1774. В августе 1769 разработал проект Эзельской ревизионной комиссии и Инструкции экстраординарным ревизорам и ценовщикам по производству ревизии на острове Эзель. С 20 ноября (1 декабря) 1772 - один из учредителей Вдовьей, Ссудной и Сохранной казны при С.-Петербургском Воспитательном доме, впоследствии преобразованной в самостоятельные кредитные установления. В 1773 стал учредителем премии Вольного экономического общества за лучшую работу по улучшению крестьянского быта в сельскохозяйственном отношении в Орловском наместничестве. Указом от 10 (21) июля 1775, в честь заключения Кючук-Кайнарджи́йского мирного договора с Турцией, пожалован кавалером ордена Святого Александра Невского. Указом от 3 (14) октября 1776 дан ему диплом («жалованная грамота»), в подтверждение дворянства по указу от 17 (28) декабря 1765 года. С 17 (28) октября 1776 избран почётным членом Болонской академии. С 12 (23) января 1778 принял на себя звание почётного благотворителя Московского Воспитательного дома.
8 (19) октября 1778 составил завещание, 23 апреля (4 мая) 1779 утверждённое Екатериной II и указом Сената от 13 (24) июня 1779 предписанное к исполнению Малороссийской коллегии. Своими душеприказчиками Г. Н. Теплов назначил графа К. Г. Разумовского и И. П. Елагина.
В 1770-е годы Теплов основал усадьбу на правом берегу Невы у целительных источников в Полюстрово. Позднее особняк стал известен как Дача Безбородко (или Кушелева дача).
Австрийский посол в донесении Кауницу давал Теплову следующую характеристику: «Признан всеми за коварнейшего обманщика целого государства, впрочем очень ловкий, вкрадчивый, корыстолюбивый, гибкий, из-за денег на все дела себя употреблять позволяющий». Ему вторит С. М. Соловьёв: «безнравственный, смелый, умный, ловкий, способный хорошо говорить и писать». По воспоминаниям Казановы, Теплов любил окружать себя молодыми людьми приятной наружности, один из которых, будущий генерал Лунин (дядя декабриста), открыто флиртовал со знаменитым итальянцем. В 1763 году несколько слуг Теплова пожаловались императрице на то, что он принуждает их к мужеложеству. Дело, сохранившееся в архиве тайной экспедиции, прошло без последствий для карьеры Теплова, жалобщики же были сосланы в Сибирь.
Счастливая биография Теплова, его придворная карьера не оставила равнодушными завистников. В частности, он вошёл в число лиц, изображённых в знаменитом памфлете Гельбига «Русские избранники». Умер от горячки в Петербурге, похоронен в Александро-Невской лавре.

## Семья
Теплов был женат дважды: 

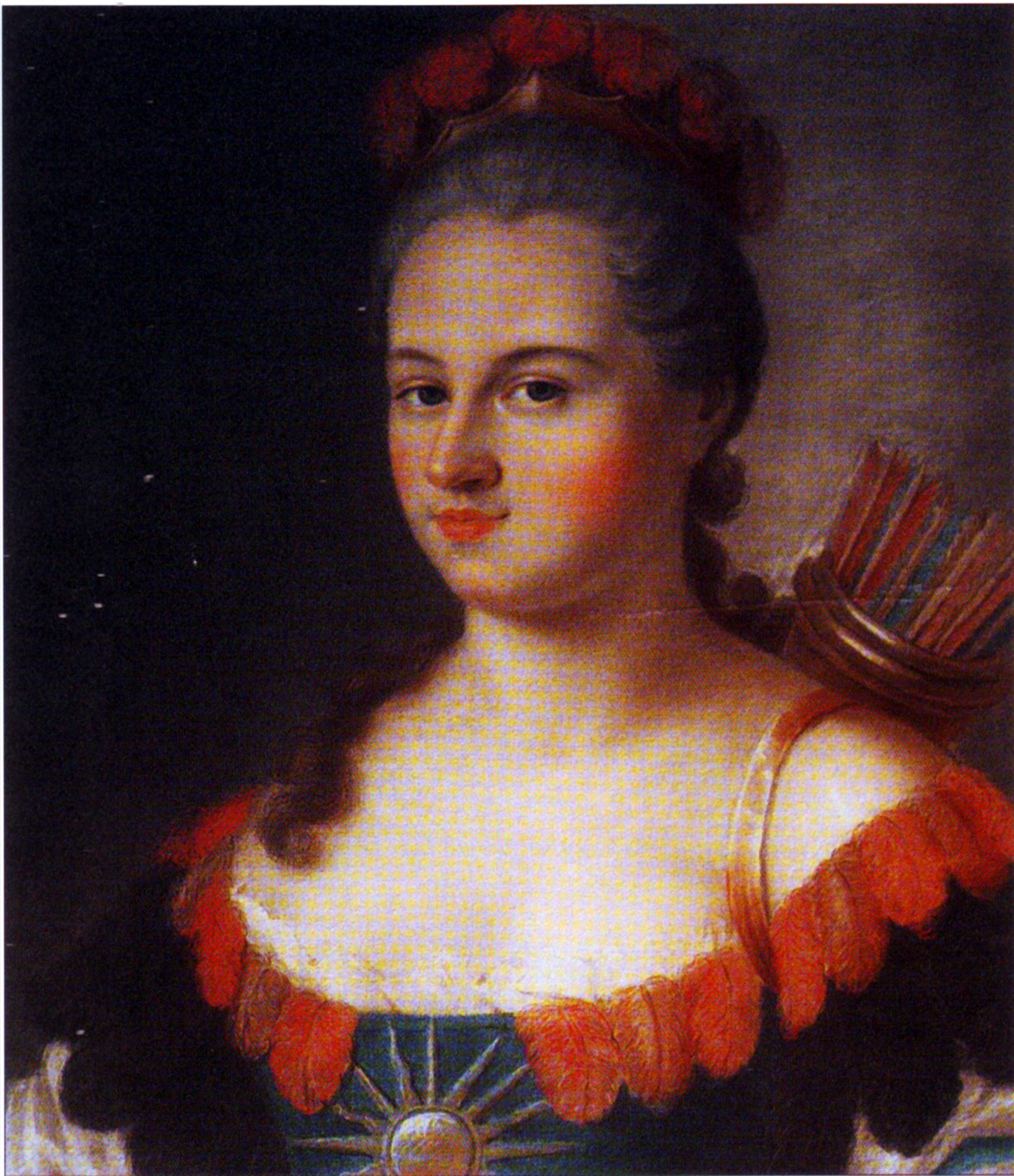
М. Г. Теплова в маскарадном костюме аллегории Америки. Художник Жан де Самсуа, 1756 год

1. Жена с 12 (23) февраля 1748 года Елизавета Марковна N, шведка по происхождению (? - 1752, Глухов). Дети от первого брака:
  - Анна Григорьевна Неплюева (17.12.1749, С.-Петербург — 1823), фрейлина великой княгини Екатерины Алексеевны. Была замужем за полковником, членом Малороссийской коллегии, впоследствии орловским гражданским губернатором, сенатором, тайным советником С. А. Неплюевым (1744—1804).
  - Елизавета Григорьевна Демидова (1752, Глухов — после 1779), была замужем за бригадиром Иваном Ивановичем Демидовым, состоявшим не у дел[12], сыном промышленника и горнозаводчика Ивана Никитича Демидова. Их сын - генерал Н. И. Демидов.
2. Жена с 1752 года Матрёна Герасимовна Демешко-Стрешенцова (173?—9.04.1793), дочь бунчукового товарища Киевского полка Герасима Демьяновича Демешко-Стрешенцова, двоюродная сестра гетмана К. Г. Разумовского. По свидетельству императрицы Екатерины II, в 1756—1757 годах в Теплову был влюблён великий князь Пётр Фёдорович, но связь их продолжалась недолго. Из-за невозможности часто видеться с «сердечным другом» Матрёна Герасимовна решила с ним переписываться. Она начала с длинного письма на четырёх страницах, требуя, чтобы великий князь со своей стороны ответил ей тем же. Пётр Фёдорович, ненавидевший всякое писание, рассердился, и этим отношения их пресеклись[13]. В 1776 году она оставила мужа и детей и жила, по словам супруга, «на чужом содержании», что не соответствовало действительности. Дети от второго брака:
  - Мария Григорьевна, замужем за полковником В. И. Чаадаевым[14].
  - Наталья Григорьевна, замужем за польским дворянином герба Шалава Николаем Юзефовичем Ледоховским, старостой Владимира Волынского (1775), капитаном коронной армии и национальной кавалерии (1787), депутатом Великого сейма Речи Посполитой (1788-1792), последним кастеляном Любачева (1792-1795), сенатором первой Польской республики (1792-1795), кавалером польского ордена Святого Станислава (1779).
  - Алексей Григорьевич (26.04.1754—11.08.1826), киевский гражданский губернатор, тайный советник, сенатор, орловский губернский предводитель дворянства. Согласно завещанию отца, единственный наследник всего недвижимого имения Г. Н. Теплова, обязанный выплачивать крупные отступные суммы в пользу матери до её смерти и в пользу младших сестёр, до выдачи их замуж. Его дочь —Екатерина — жена декабриста Чернышёва.

Дочери от первого брака вышли замуж до смерти Г. Н. Теплова, дочери от второго – после его смерти, и их опекуном, согласно завещанию отца, был назначен старший брат - Алексей.

### Завещание
Тайной советнице М. Г. Тепловой принадлежали земли, населённые малороссийскими и посполитыми людьми, родовое недвижимое имение, состоящее: Киевского нам-ва, Козелецкого у., в местечке Басань (с. Старая Басань и с. Новая Басань) и с. Песках, с деревнями Ставинского и Тополи, хутором Борок, степью, называемой Могильной; Остёрского у., дома и земли в г. Остёре, в слободке Старогородской, в дер. Беликах, в с. Пархимове; часть недвижимого имения матери, не раз менявшего административную принадлежность, наследовали дочери – дворянка Наталья Ледоховская и полковница Мария Чаадаева; другая часть имения, дом и земля в г. Остёре, в слободке Старогородской, в дер. Беликах и с. Пархимово, в коем, по 4-й ревизии – 1782 г., было дворовых и крестьянских муж. пола 87 душ, с жилыми грунтами, лесами, пахатными и сенокосными землями, угодьями и пустыми плецами, да в дер. Тополях, в коем ревизских муж. полка 54 души, с землями и угодьями, вдова М. Г. Теплова в 1787 г. продала тайному советнику, графу А. А. Безбородко, впоследствии государственному канцлеру Российской империи.
Родового недвижимого имения Г. Н. Теплов не имел. Благоприобретённое его имение состояло из следующего: каменного дома в С.-Петербурге, на наб. р. Фонтанки, близ Аничкова моста, с принадлежащим к нему земельным участком между ул. Владимирской и наб. р. Фонтанки, против церкви иконы Владимирской Богоматери, на котором находилось несколько хозяйственных строений со службами, оранжерея, конюшня о 30-ти стойлах, ледники и др. постройки; Ингерманландской губ., приморская дача на Петергофской дороге, в XII в. от С.-Петербурга, с принадлежащей к даче частью Кутневского(?) о-ва в Финском заливе (по-видимому, Крутоярского о-ва), загородным домом и сенокосными угодьями, в коей было муж. пола 28 душ; загородная дача с каменным домом, построенном на пожалованном в 1770 г. участке под бывшим казённым садом, состоящая в С.-Петербургском у., на Выборгской стороне, между Охтой и Казачьей слободой, на наб. р. Б. Невы, при которой Г. Н. Теплов устроил образцовое хозяйство и населил крестьянами новую дер. Полюстрово (бригадир А. Г. Теплов выборгскую мызу отца продал ген.-майору А. А. Безбородко; ему же – Безбородко, вдова М. Г. Теплова продала недвижимое своё имение, состоящее в Киевском нам-ве и Слободско-Украинской губ.); Орловского нам-ва, Кромского у., с. Молодовое, в коем, по 3-й ревизии – 1764 г., было всего дворовых и крестьянских муж. пола 642 души, в число которых входили крестьяне из других имений; Лубенского полка малороссийское с. Тепловка со слободами, в коем селе и слободах 150 дворов, Стародубского полка Новгородской сотни хутор Белоусовский, в коем 10 дворов, да пирятинские земли составляли малороссийское недвижимое имение, позднее состоящее Киевского нам-ва, Пирятинского у., в уездном г. Пирятине двор внутри на форштате, и земля в околице оного двора, в селе Тепловке на р. Сухой Оршице, с принадлежащими к оному селениями, селом Алексеевкой, деревнями Сурмачевкой, Намаловкой и Смотрики, хуторами Кириловкой и Михайловкой, в коем, по 4-й ревизии – 1782 г., было всего ревизских муж. пола 750 душ, с принадлежащими к оному пахатными и сенокосными землями и прочими угодьями (бригадир А. Г. Теплов малороссийское имение отца продал за 80 000 руб. тайному советнику и сенатору П. В. Завадовскому); кроме показанного в завещании недвижимого имения, отписанного сыну, Г. Н. Теплову принадлежала усадьба в Батурине, построенная на подаренном гр. К.Г. Разумовским участке земли, и двор в Глухове, подаренный малороссийским генеральным подскарбием Я. А. Маркевичем, которые, по-видимому, были проданы до составления завещания.
Самым известным было имение Молодовое Кромского у. Орловского нам-ва. Знаток сельского хозяйства, лесоразведения, садоводства, в своём имении Молодовое, Орловского наместничества,  Г. Н. Теплов занимался образцовым садоводством, птицеводством, строительством и лесным хозяйством, содержал крепостной оркестр, картинную галерею и собрал уникальную библиотеку, содержавшую 50 тыс. томов, в т. ч. «несколько свёртков неизданной и никому неизвестной подлинной переписки Вольтера с Тепловым и Разумовским». Коллекция Теплова погибла и частью сожжена в период разграбления усадьбы бандой вооружённых грабителей в 1917 году. Управляющий имением В. П. Скрябин, тщетно пытавшийся найти защиту у местных властей в г. Карачеве, свидетельствовал, что стоимость редких книг Тепловых составляла около 200 тысяч золотом, это — большая потеря для русской культуры. Теплов много лет собирал материалы для истории Малороссии, но они не были изданы.
С 01.01.1776 по 01.01.1779 год он содержал винный откуп в Севском у. Орловского нам-ва. Он же владел малороссийским конным заводом до 300 лошадей разных пород.
Душеприказчиками недвижимого имения Теплов сначала назначил зятьёв - А. С. Неплюева и И. И. Демидова. Однако, впоследствии, переменил решение и назначил душеприказчиками графа Разумовского и старого приятеля и сослуживца - И. П. Елагина.  Несмотря на разлад в семье, в завещании Теплов обеспечивает вторую супругу, её дочерей, и определяет положение единственного сына: ему он оставляет всё своё недвижимое имущество. Из доходов с имения сын должен был не только оплачивать младшим сёстрам приданое и выдавать матери содержание, но и погасить отцовские долги, составившие сумму более, чем в 25 000 руб.; всего же, по расчёту самого завещателя, его наследнику приходилось оплатить далеко более 100 000 руб. Однако, как говорит Теплов при этом, он надеется на его доброе хозяйство и экономию, к каковой он склонность имеет, а это позволить ему не только вынести все платежи, но и обеспечить в будущем сына и его потомство, о котором Теплов также не мало заботиться. Он не позволяет сыну закладывать или продавать своё имение до женитьбы, а после женитьбы разрешает это в таком лишь случае, когда у него будут дети; если бы у него совсем не было детей, то село Молодовое в Кромском уезде, с хутором Белоусовским на малороссийской границе, переходят к дочерям от первого брака, а Тепловка – дочерям от второго; те и другие могут или совместно владеть сёлами, или одна у другой выкупить; в случае бездетности сына имения должны переходить к наследникам Теплова от других дочерей. Этим требованием завещатель имел намерение удержать имущество в своём роде; отсюда ни одна дочь не могла завещать свои части мужу.

## Творчество
Литературная деятельность Теплова началась в период его службы академическим переводчиком. В частности, он перевёл русскими стихами латинскую оду И. И. Тауберта «На новый 1738 год»; перевёл с латыни речи Г.-В. Крафта и И. Вейтбрехта, читанные 29 апреля 1742. По-видимому, Теплов был автором речи К. Г. Разумовского, произнесённой им при вступлении в должность президента Академии наук.
Теплов популяризировал сведения по философии и её истории, опираясь на философию античных мыслителей и современных французских и немецких учёных, особенно на философское учение Х. Вольфа: 6 ноября 1750 года представил в Конференцию рукопись «Знания, до философии вообще касающиеся», посвятив сочинение Разумовскому; М. В. Ломоносов 10 ноября 1750 дал отзыв о полезности её издания. В Конференции от 16 ноября 1750, определено напечатать 600 экз.
В 1755 Теплов принял участие в журналах «Ежемесячные сочинения» (Ч. 1. Май), издававшийся Академией наук, и «Хамелеон литерер» (1755. Т. 2; издавался на французском языке) издателя, барона Теодора-Анри де Чуди, в которых анонимно опубликовал статью «О качествах стихотворца рассуждение», во многом опиравшуюся на «Риторику» М. В. Ломоносова. В том же журнале -  «Ежемесячные сочинения» (Ч. 2. Июль), так же анонимно, Теплов опубликовал статью «Рассуждение о начале стихотворства», в которой говорилось о происхождении древней поэзии и о народной песне как её изначальной форме.  К некоторым официальным торжествам Теплов писал стихи.
Его переписка с разными лицами свидетельствует об обширных познаниях в области Истории искусств.
Автор новых уставов С.-Петербургской Академии наук, университета при Академии наук, Академии художеств, Вольного экономического общества, кредитных установлений Воспитательного дома и др., проектов первых указов императрицы Екатерины II, переводов трудов А. Д. Кантемира, проекта создания в России государственных гимназий, публичных училищ, Публичной библиотеки и пр.
Автор «Записок о непорядках в Малороссии».
Музыкант-любитель, Теплов играл на клавесине и скрипке, сочинял музыку. В 1759 в С.-Петербурге издал сборник «Между делом безделье, или Собрание разных песен с приложенными тонами на три голоса / Музыка Г. Т.» — первый русский печатный нотный песенник (сборник романсов), с текстами песен А. П. Сумарокова, И. П. Елагина, П. П. Бекетова и др., напечатанных без разрешения авторов. По свидетельству Я. Я. Штелина, Теплов не только хорошо играл на скрипке, но и «сам пел с хорошей итальянской манерой»
В книге «Наставление сыну» (1-е издание - начало 1760-х; 2-е издание - 1768), Теплов излагал Этику и правила поведения - своеобразные моралистические сентенции, которых далеко не всегда придерживался сам. В своём «Рассуждении о врачебной науке» (1774) Теплов выступал с резкой критикой современной ему медицины.
Кроме того, Григорий Теплов был способным художником, мастером раннего русского натюрморта. Три его картинки-обманки, а также жанровое полотно «Старик-меняла» (1730-е гг.) находятся в собраниях крупнейших музеев России (Государственный Эрмитаж; Музей керамики и «Усадьба Кусково XVIII века»).
В целом деятельность Теплова в самых разных областях науки, искусства и хозяйства, являет собой наглядный пример энциклопедизма XVIII века.

### Философия
Основное философское сочинение Теплова — это «Знания, касающиеся вообще до философии, для пользы тех, которые о сей материи чужестранных книг читать не могут» (1751). Они состоят из 3 частей: определения занятия философа, истории философских школ и философского словаря. Бог в его модели мира олицетворяет высшую разумность в организации Вселенной. Рационалистична и его этика: подлинная моральность по своей сути разумна. К книге был приложен небольшой русско-латинский словарь, который включал слова, выражающие отвлечённые понятия.
Теплов даёт перевод-определение категорий:
- бытие лат. Ens (§ 80)
- бытность (Existentia)
- вещество лат. Substantia (§ 82)
- существо вещи лат. Essentia (§ 80)
- небытие — род взаимности (§ 86)
- материя
- понятие (Idée)
- «возможность и невозможность»
- время[17].

Второй том сочинения, Теплов полагал посвятить правилам Логики. Он не был опубликован.

#### Цитаты
- Наука философская состоит в одном только человеческом разуме.
- Невозможность в натуре суть различных образов.

## Сочинения
- Знания, касающиеся вообще до философии. — СПб., 1751. Переиздано в Общественная мысль России XVIII века: В 2-х тт. — Т. 2: Philosophia moralis / Составитель, автор вступительной статьи и комментариев Т. В. Артемьева. М.: РОССПЭН, 2010. 736 с. (Библиотека отечественной общественной мысли с древнейших времён до начала XX века)
- Между делом безделье, или Собрание разных песен с приложенными тонами на три голоса. — СПб., 1759. Перепечатано в кн.: Памятники русского музыкального искусства, вып. 1 — Русская вокальная музыка XVIII века. Сост., публикация, исследование и коммент. О. Левашевой. — М., 1972.
- О засеве разных табаков чужестранных в Малороссии. — СПб., 1763.
- «О коммерции»; «Поправление о коммерции»; «Примечания о поправлении коммерции русской» (РГИА. Ф. 397б, оп. 1, д. 32)
- О российской торговле (РГИА. Ф. 19б, д. 286).
- Наставление сыну. — СПб., 1768. Переиздано в Общественная мысль России XVIII века: В 2-х тт. — Т. 2: Philosophia moralis / Составитель, автор вступительной статьи и комментариев Т. В. Артемьева. М.: РОССПЭН, 2010. 736 с. (Библиотека отечественной общественной мысли с древнейших времён до начала XX века)
- Птичий двор, или подробные наставления о содержании всякого рода домашних птиц, предохранения и лечения их от всяких случающихся у них болезней; а притом так же достаточные сведения о разведении, воспитании, выкармливании и обучении кенареек. — СПб., 1774; 1792.
- Рассуждение о врачебной науке, которую называют докторством. — СПб., 1774; 1784.
- О непорядках, которые происходят от злоупотребления прав и обыкновений, грамотами подтверждённых Малороссии// Записки о Южной Руси. Т. 2. СПб, 1857.
- Tentamen discriptionis et delineationis Ballotes cuyusdam speciei perrarae, Cum iconibus quarundam plantarum speciminis loco profectuum suorum un re herbatia iluustri. Academiae scient. traditium a Georgio Teplov. Petropoli. Anno 1741 (ПФА РАН. Разряд 1. Оп. 1).

## Киновоплощение
В многосерийном фильме «Михайло Ломоносов» (1984—1986, реж. А. Прошкин) роль Г. Н. Теплова сыграл Александр Александрович Стариков.